# Odynerus oculatus
Odynerus oculatus är en stekelart som först beskrevs av Fabricius.  Odynerus oculatus ingår i släktet lergetingar, och familjen Eumenidae. Utöver nominatformen finns också underarten O. o. leviscutis.